# Oxid ceričitý
Oxid ceričitý je žlutobílý prášek s chemickým vzorcem CeO2. Je používán v keramice, pro výrobu broušeného skla a pro zvýšení citlivosti fotosenzitivního skla. Také se používá při jemném leštění optických prvků. Cer se používá pro samočinné čištění stěn pecí jako uhlovodíkový katalyzátor během vysoké teploty čisticího procesu.[zdroj?]
Oxid ceričitý velmi účinně vstřebává ultrafialové záření, zatímco je průhledný pro viditelné světlo. Mohl by proto nahradit oxid zirkoničitý a oxid titaničitý jako účinné složky v opalovacích krémech, pokud by měl nižší fotokatalickou aktivitu. Nicméně tyto tepelné katalytické vlastnosti mohou být sníženy pokrytím částic amorfním oxidem křemičitým nebo nitridem boritým.
Oxid ceričitý je mírně hygroskopický (pohlcuje vlhkost) a je schopen vázat malá množství oxidu uhličitého z atmosféry.